# Kiss Destination
Kiss Destination（キス・ディスティネーション）は、日本の2人組音楽ユニット。1998年結成。2001年に活動を休止し、その後正式な発表がないまま自然解散。当初のユニット名はTRUE KiSS DESTiNATiON（トゥルー・キス・ディスティネーション）であったが、5枚目のシングルから改名した。

## メンバー
- 小室哲哉（こむろ てつや、1958年11月27日 - ）プロデュース、作詞、作曲、ラップ、ボーカル、コーラス、トラックメイカー
コーラスのみでなく、ラッパーとしても楽曲に深く関わった。アルバム『AMARETTO』においては自身がメインボーカルの楽曲も発表した（「DON'T GIVE IT UP」,「DEAR MY CLOSE FRIEND (TK Version)」）。
- 吉田麻美（よしだ あさみ、1975年3月5日 - ）メインボーカル、ダンサー、作詞
小室哲哉プロデュースの音楽ユニット・dosのダンサーとしてデビュー（asami名義）。2005年にAsamiとしてソロシンガーとしてのプロジェクトをスタートさせたり、新規ブランド「Aaroma Star」のデザイナーも務める。

## 概要
- 「今までのいきなりデビューから多額の宣伝費をかけるやり方ではなく、吉田が経てきたヒップホップのアンダーグラウンドなステージでもちゃんと理解して共感してもらえて、着々と広まっていくのを目指すインディーズのノウハウを駆使した実験室」[1]「リサーチやマーケティングから生まれたメガヒット系のサウンドに飽き足らない客層に、マーケットの法則に縛られない新しいサウンドを届けて、ティーンの反応を確かめるプロジェクト」[2]「小室ファミリーとしてのブランドで買われる事を拒絶し、純粋に音だけで評価される作り方」[3]「積極的にカバーを発表する」[4]を活動の際のコンセプトにしていた。
- ユニットのレコーディングに入ったのは、「RENDEZ-VOUS '98 ELECTRONIC NIGHT」を終えた直後だった。ローリン・ヒル・ティンバランド・R・ケリーの仕事に深く惹かれて、創作意欲をかきたてられてロサンゼルスで音色作りを始めたが、「本場はここではない。発信している場所で相当どっぷり浸って作らないと店で違う棚に置かれて、出す意味もなくなる」という理由からすぐに制作拠点をニューヨークに移し、内輪の関係者にも企画の内容を全て知らせないままレコーディングに没頭した。アイディアが止めどなく溢れ、作った音色がすぐに古くなってしまうので作り直しの連続だった。その中で構築された音色作りのテーマはヒップホップの流れを汲むものだが、「昔の音ネタをループ等サンプリングの素材に使う」といった手法をとらず、サウンドの軸はベース・キック・スネア・歌とした。これまでの厚く重ねるようなサウンドメイクはせず[5]、「ドライで骨組みの見えるスカスカさ」を個性とし、その上で日本語のボーカル・コーラス・声質が気持ちよく浮遊するように演出した。そのために「バックビートを感じられて、メロディアスさのある声質」と語る吉田麻美を起用した[6][3][7]。
- インディーズ時代より、小室が手がけたバックトラックが「海外でも通じる本場のR&B・ヒップホップにも遜色ないサウンド作り」と認められるために、ニューヨークで活動する様々なアーティストに小室の手がけたバックトラックを聴かせて音だけで判断してもらい、お世辞無しに認めてもらった上でリミックス・歌・ラップ等でコラボレーションを行っていた[8]。

## 来歴
- 1998年12月 - ポカリスエット協賛によるライブツアー「TRUE KiSS DESTiNATiON NITE」を開催する。振り付けはマイケル・ジャクソンやウィル・スミスとのコラボレーションで有名なファティマ・ロビンソンが担当した[9]。
- 1999年
  - 1月 - ニューヨークに設立したTRUE KiSS DiSC（後にソニー・ミュージック・エンタテインメント傘下となる）より、北米でクラブDJ向けのLPをインディーズで制作・販売（日本ではCISCO RECORDS限定で販売）。小室・吉田の名は出さずに覆面ユニットとしてリリース[3]。
  - 4月 - 「AFRiCA」にてメジャーデビュー。
  - 11月 - 同じ略称の所属レーベルと混同されないため・予定調和的なリズムを否定し、新しいリズム遊びを行う事をテーマにグループ名をKiss Destinationに改名[10][11]。
- 2000年 - Rojam Entertainmentのホームページ上でシングル2作品を販売、再びインディーズでのリリース。
- 2001年
  - フライトマスター（ポニーキャニオン）に移籍し、再びメジャーレーベルでのリリースとなる。
  - 5月 - 小室と吉田が結婚、吉田の妊娠・出産により活動休止。
- 2002年3月 - 小室と吉田が離婚し、ユニットも正式な発表がないまま自然消滅。

## ディスコグラフィ
レコード会社およびレーベルは以下の表記とする。
- (T)…TRUE KiSS DiSC（インディーズ時代）
- (S)…Sony Music Associated Records（TRUE KiSS DiSC）
- (R)…Rojam Entertainment
- (P)…ポニーキャニオン（フライトマスター）
- (G)…Sony Music Direct（GT music）

### インディーズ・アナログシングル
|      | 発売日        | タイトル                                     | 販売形態    | 販売形態   | レーベル |
| 規格 | 発売日        | タイトル                                     | 規格品番    |            | レーベル |
| ---- | ------------- | -------------------------------------------- | ----------- | ---------- | -------- |
| 1st  | 1999年1月19日 | PRECiOUS MOMENTS -WHEN WILL I SEE YOU AGAIN- | 12"レコード | TRUEKA-101 | (T)      |
| 2st  | 1999年1月26日 | PRECiOUS MOMENTS REMiX                       | 12"レコード | TRUEKA-102 | (T)      |
| 3rd  | 1999年2月9日  | ViCTiM                                       | 12"レコード | TRUEKA-103 | (T)      |
| 4th  | 1999年2月16日 | ViCTiM REMiX                                 | 12"レコード | TRUEKA-104 | (T)      |
| 5th  | 1999年3月2日  | HOW DO YOU THINK?                            | 12"レコード | TRUEKA-105 | (T)      |

### シングル
|      | 発売日         | タイトル             | 販売形態               | 販売形態               | レーベル | 最高位 （オリコン） |
| 規格 | 発売日         | タイトル             | 規格品番               |                        | レーベル | 最高位 （オリコン） |
| ---- | -------------- | -------------------- | ---------------------- | ---------------------- | -------- | ------------------- |
| 1st  | 1999年4月7日   | AFRiCA               | 12cmCD                 | AICT-1049              | (S)      | 16位                |
| 1st  | 1999年4月16日  | AFRiCA               | 12"レコード            | TRUEKA-106             | (T)      | -                   |
| 2nd  | 1999年5月12日  | Girls, be ambitious! | 8cmCD                  | AIDT-5045              | (S)      | 9位                 |
| 2nd  | 1999年5月12日  | Girls, be ambitious! | 12cmCD                 | AICT-1077              | (S)      | 21位                |
| 2nd  | 1999年6月23日  | Girls, be ambitious! | 12"レコード            | AIJT-5025              | (S)      | -                   |
| 3rd  | 1999年6月30日  | OVER & OVER          | 12cmCD                 | AICT-1084              | (S)      | 20位                |
| 3rd  | 1999年8月4日   | OVER & OVER          | 12"レコード            | AIJT-5034              | (S)      | -                   |
| 4th  | 1999年8月25日  | Everybody's Jealous  | 12cmCD                 | AICT-1133              | (S)      | 39位                |
| 5th  | 1999年11月3日  | FUTURE OF THE DAY    | 12cmCD                 | AICT-1136              | (S)      | 40位                |
| 6th  | 1999年12月1日  | DEDICATED TO YOU     | 12cmCD                 | AICT-1175              | (S)      | 78位                |
| 6th  | 1999年12月20日 | DEDICATED TO YOU     | 12"レコード            | AIJT-5056              | (S)      | -                   |
| 7th  | 2000年5月17日  | MA・BA・TA・KI       | 12cmCD                 | AICT-1233              | (S)      | 48位                |
| 8th  | 2000年10月25日 | 口笛に咲く花         | デジタル・ダウンロード | デジタル・ダウンロード | (R)      | -                   |
| 8th  | 2000年10月25日 | 口笛に咲く花         | 12cmCD                 | 5681005-7              | (R)      | -                   |
| 9th  | 2000年11月16日 | Sweet Memories       | デジタル・ダウンロード | デジタル・ダウンロード | (R)      | -                   |
| 9th  | 2000年11月27日 | Sweet Memories       | 12cmCD                 | 5681008-7              | (R)      | -                   |
| 10th | 2001年3月7日   | WAVE OF LOVE         | 12cmCD                 | PCCA-01508             | (P)      | 83位                |
| 11th | 2001年6月20日  | DEAR MY CLOSE FRIEND | 12cmCD                 | PCCA-01546             | (P)      | -                   |

### アルバム
|      | 発売日         | タイトル              | 販売形態           | 販売形態           | レーベル | 最高位 （オリコン） |
| 規格 | 発売日         | タイトル              | 規格品番           |                    | レーベル | 最高位 （オリコン） |
| ---- | -------------- | --------------------- | ------------------ | ------------------ | -------- | ------------------- |
| -    | 1999年2月17日  | TRUE KiSS DESTiNATiON | CD                 | TRUEKC-101 AICT-51 | (T)      | 20位                |
| 1st  | 1999年11月17日 | GRAVITY               | CD                 | AICT-1085          | (S)      | 7位                 |
| 1st  | 2013年9月11日  | GRAVITY               | Blu-Spec CD2       | MHCL-30158         | (G)      | -                   |
| 2nd  | 2001年4月25日  | AMARETTO              | CD                 | PCCA-01519         | (P)      | 24位                |
| 2nd  | 2001年4月25日  | AMARETTO              | CD+8cmCD（初回盤） | PCCA-01519+2       | (P)      | 24位                |

### その他
- Dancing Stage featuring TRUE KiSS DESTiNATiON
同ユニットをフィーチャーしたアーケードゲーム・PlayStation用ゲーム。

## ラジオ
- TOKYO FM系列 『MIX IN KD presented by TK』 (2001年)

## ライブ
POCARI SWEAT presents TRUE KiSS DESTiNATiON NITE organized by TETSUYA KOMURO
| 公演日程       | 会場          | 都市   |
| -------------- | ------------- | ------ |
| 1998年12月25日 | ROJAM DISCO   | 上海   |
| 1999年2月15日  | ROJAM DISCO   | 上海   |
| 1999年2月16日  | ROJAM DISCO   | 上海   |
| 1999年2月17日  | ROJAM DISCO   | 上海   |
| 1999年3月18日  | Bar,isn't it? | 仙台   |
| 1999年3月19日  | Bar,isn't it? | 仙台   |
| 1999年3月24日  | OZON          | 名古屋 |
| 1999年4月1日   | OZON          | 名古屋 |
| 1999年4月3日   | OZON          | 名古屋 |
| 1999年4月21日  | CLUB DAWN     | 大阪   |
| 1999年4月22日  | CLUB DAWN     | 大阪   |
| 1999年4月25日  | I to I        | 大阪   |
| 1999年5月3日   | Cafe JAMAICA  | 広島   |
| 1999年5月7日   | O/D           | 福岡   |
| 1999年5月8日   | O/D           | 福岡   |
| 1999年5月24日  | club asia     | 東京   |